# Dead Man, Dead Man
Dead Man, Dead Man – piosenka skomponowana przez Boba Dylana, nagrana przez niego w maju 1981 r., wydana na albumie Shot of Love w sierpniu 1981 r. oraz jako singel tylko w Europie.

## Historia i charakter utworu
Utwór ten został nagrany w studiu Clover Recorders w Los Angeles w Kalifornii 14 maja 1981 r. Była to piętnasta sesja nagraniowa tego albumu. Producentem sesji byli Chuck Plotkin i Bob Dylan.
Utwór ten skierowany jest do Jezusa lub przyjaciela, który odszedł. Jest zarówno piosenką żałobną, jak również i piosenką zmartwychwstania. Od strony muzycznej jest to najpełniej zrealizowany utwór reggae w karierze Boba Dylana.
Jest to jedna z ostatnich eschatologicznych piosenek Dylana i posługuje się obrazami z bardzo bogatej wyobraźni autora. Piosenka jest śpiewana dla osoby, którą cechuje emocjonalna i duchowa ślepota (być może nawet chodzi tu o samego Dylana).
Dylan wykonywał tę piosenkę podczas gospelowego tournée w 1981 r. oraz na początku lat 80., i utwór zawsze brzmiał potężnie i witalnie. Po pięciu latach, w 1987 r., Dylan znów powrócił do wykonywania go w czasie koncertów z grupą Grateful Dead oraz nieco później - z Tomem Pettym and the Heartbreakers. Następnie sporadycznie wykonywał ten utwór podczas koncertów w 1989 i 1990 r. w ramach Never Ending Tour.

## Muzycy
- Bob Dylan - wokal, gitara
- Fred Tackett - gitara
- Steve Douglas - saksofon
- Benmont Tench - instrumenty klawiszowe
- Stephen Eric Hague - instrumenty klawiszowe
- Tim Drummond - gitara basowa
- Jim Keltner - perkusja

## Dyskografia
Singel
- „Dead Man, Dead Man”/"Lenny Bruce"

Albumy
- Shot of Love (1981)
- Live 1961–2000: Thirty-Nine Years of Great Concert Performances (2001)

## Wykonania piosenki przez innych artystów
- Steven Keene - Keene on Dylan (1990)